# Кафе на краю світу
«Кафе на краю світу: Історія про сенс життя» (англ. The Cafe on the Edge of the World: A Story About the Meaning of Life) — книга, написана Джоном П. Стрелекі, вперше опублікована у 2003 році. Вона стала бестселером і отримала позитивні відгуки від читачів у всьому світі. Книга є частиною серії, до якої входять також продовження «Повернення до Кафе на краю світу» і «Останнє кафе на краю світу».

## Сюжет
Книга розповідає історію Джона, чоловіка, який вирушає в подорож, щоб втекти від щоденної рутини. Під час своєї мандрівки він випадково знаходить кафе на віддаленій дорозі. Це незвичне місце, де меню містить не лише страви, а й питання, які спонукають до глибоких роздумів: Чому ти тут? Чи боїшся ти смерті? Чи задоволений ти своїм життям?
Джон зустрічає трьох людей, які допомагають йому знайти відповіді на ці питання: власника кафе Майка, офіціантку Кессі та ще одного відвідувача на ім'я Енн. Через розмови з ними Джон починає переосмислювати своє життя та знаходити його справжній сенс.

## Тематика
Основні теми книги включають пошук сенсу життя, самопізнання, особистісний ріст та усвідомлення власних бажань і цілей. «Кафе на краю світу» спонукає читачів задуматися над своїм життям та відповідями на питання, які можуть змінити їхній життєвий шлях.

## Вплив та критика
Книга «Кафе на краю світу» отримала широкий резонанс серед читачів та критиків. Її часто порівнюють із іншими мотиваційними творами, такими як «Алхімік» Пауло Коельо та «Маленький принц» Антуана де Сент-Екзюпері. Критики відзначають простоту і водночас глибину книги, її здатність спонукати до роздумів та зміни в житті.

## Видання та переклади
Книга була перекладена багатьма мовами та видана в різних країнах світу. Вона стала популярною не лише серед англомовних читачів, а й у Німеччині, Франції, Італії, Іспанії, Україні та багатьох інших країнах.